# Dasyatis brevicaudata

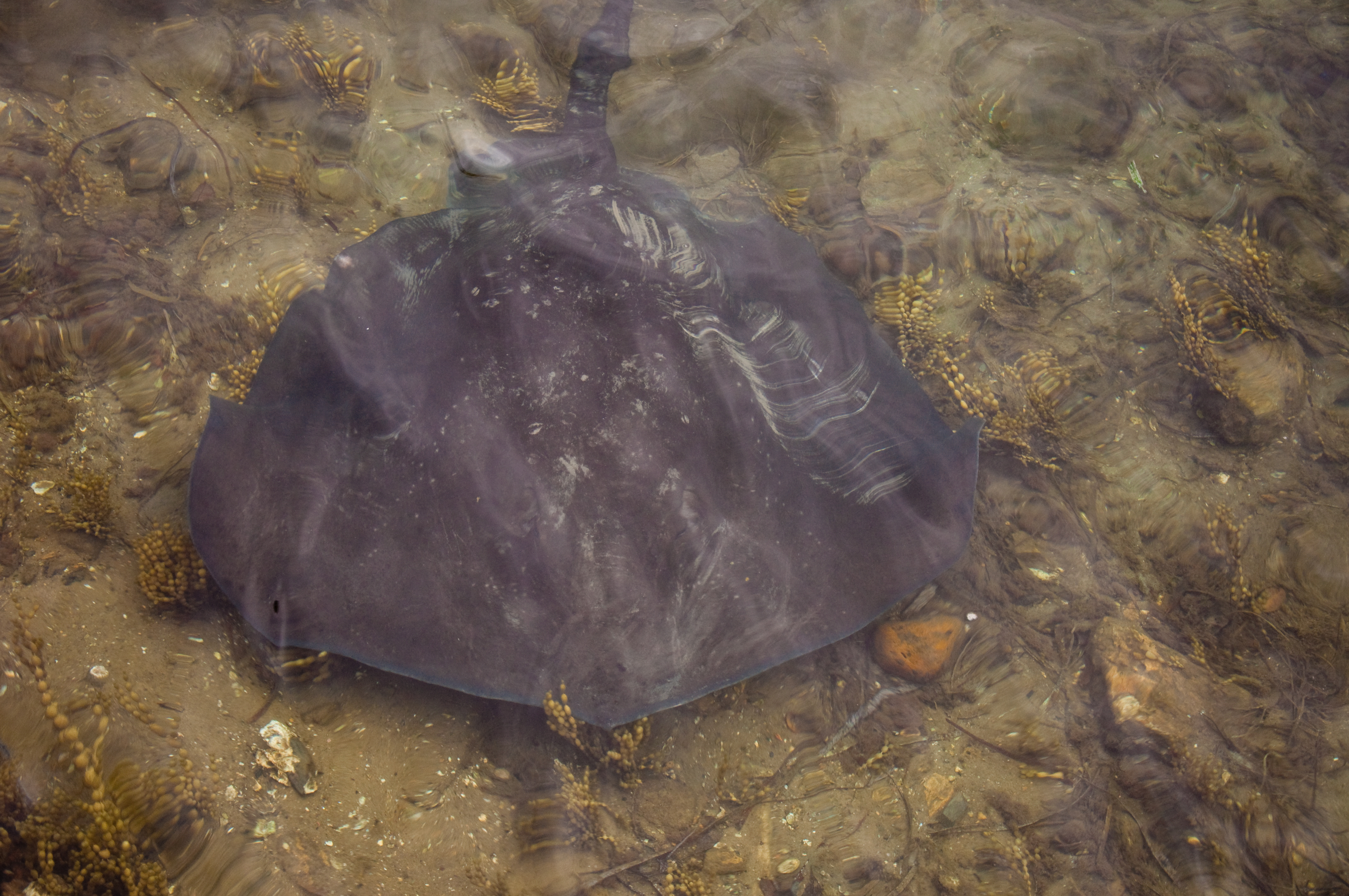
Exemplar fotografiat a Nova Gal·les del Sud (Austràlia).

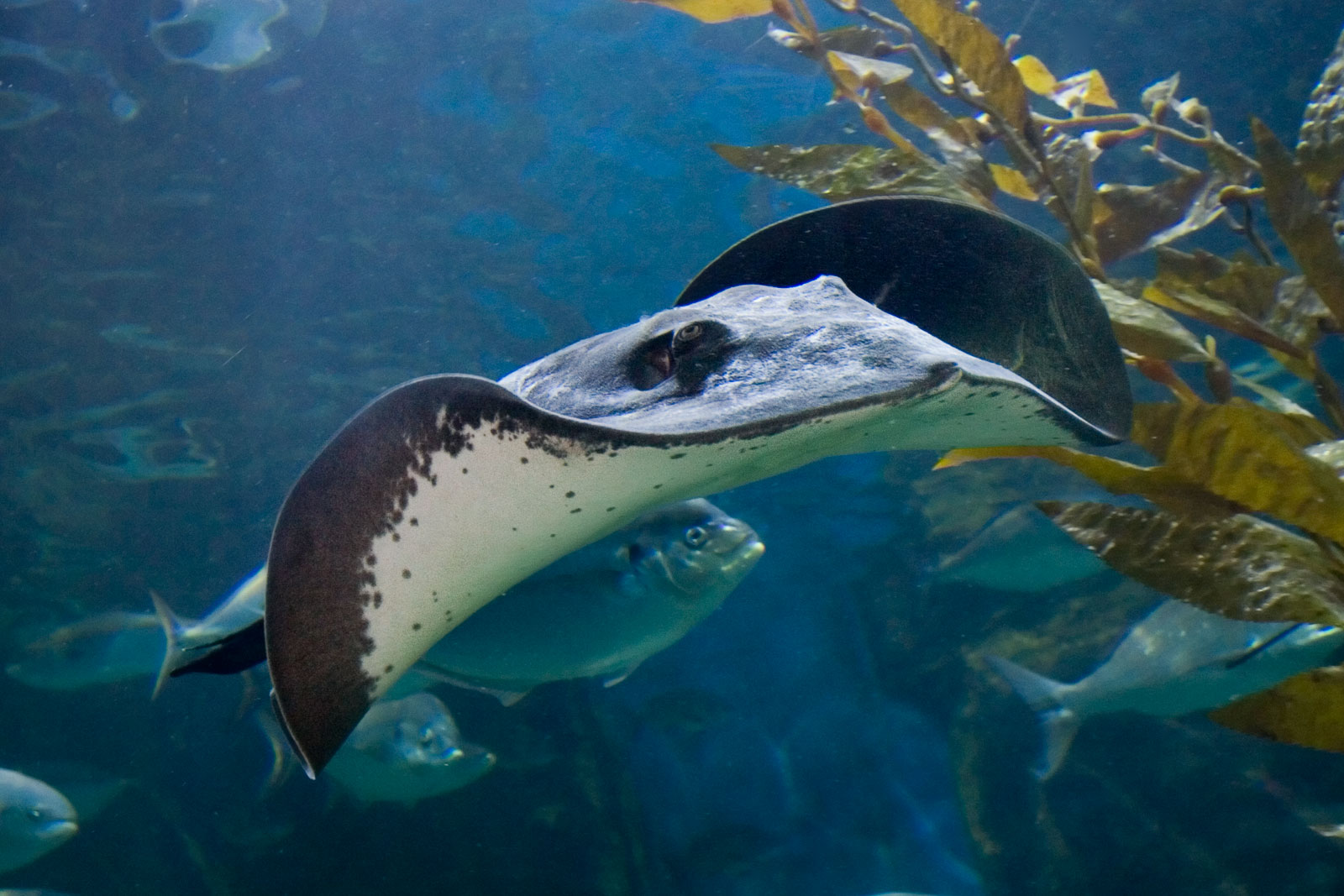
Dasyatis brevicaudata

Dasyatis brevicaudata és una espècie de peix de la família dels dasiàtids i de l'ordre dels myliobatiformes.

## Morfologia
- Els mascles poden assolir 430 cm de longitud total.[3][4]

## Reproducció
És ovovivípar.

## Alimentació
Menja peixos, bivalves, calamars i crustacis.

## Hàbitat
És un peix marí de clima temperat i demersal que viu fins als 476 m de fondària.

## Distribució geogràfica
Es troba a Austràlia, Maurici, Moçambic, Nova Zelanda, Sud-àfrica, Tailàndia i el Iemen.

## Observacions
El seu fibló pot infligir ferides greus o potencialment mortals per als humans.